# 越中中川站
越中中川站（日语：／ Etchū-Nakagawa eki */?）是隸屬於西日本旅客鐵道（JR西日本）的鐵路車站，座落於富山縣高岡市。附近有多間高校及觀光景點，令本站的使用人數是繼高岡站後位列第2，亦是唯一超過1,000人次的分站，比起另一端終點站冰見線的使用人數更高。

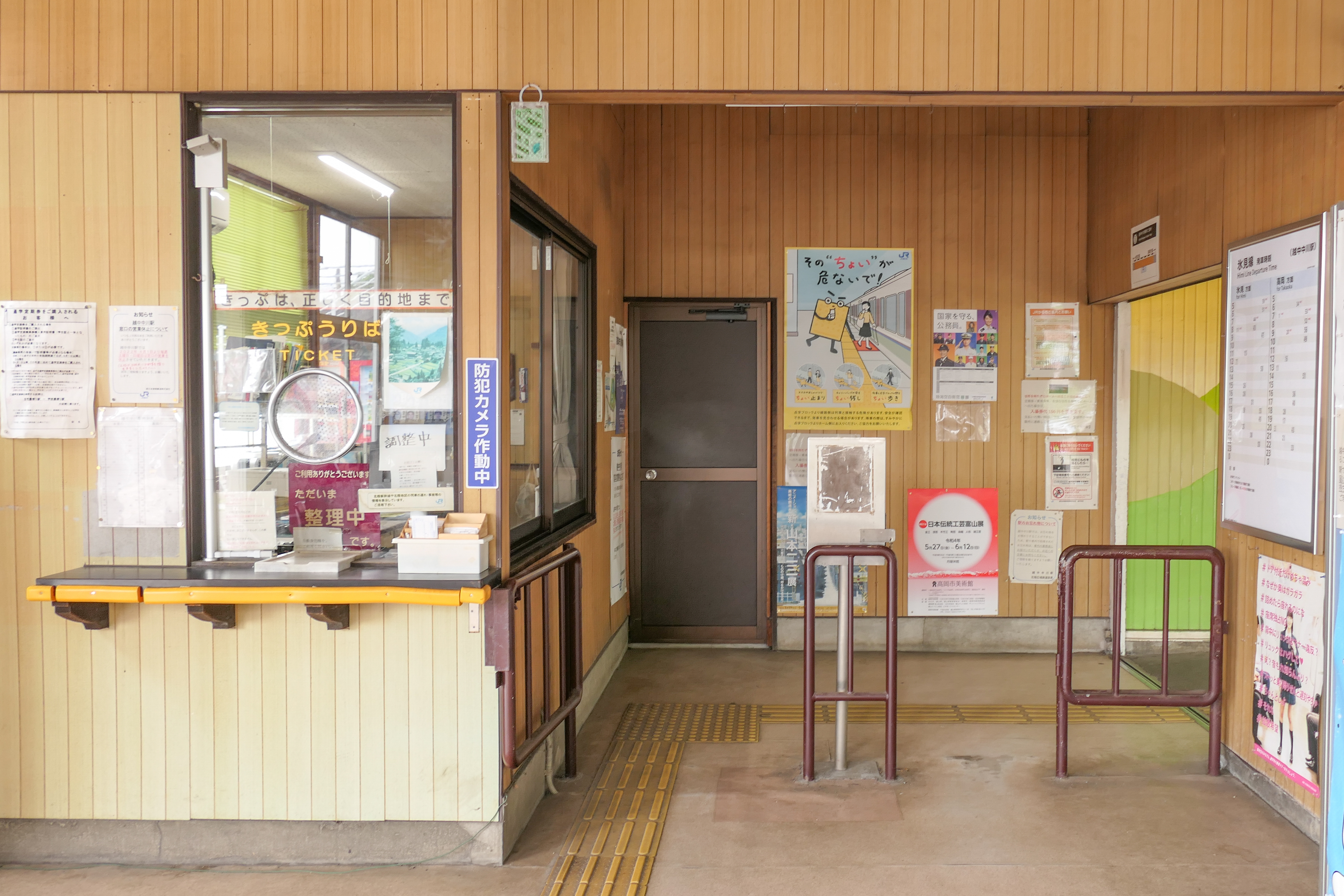
驗票口（2022年5月）

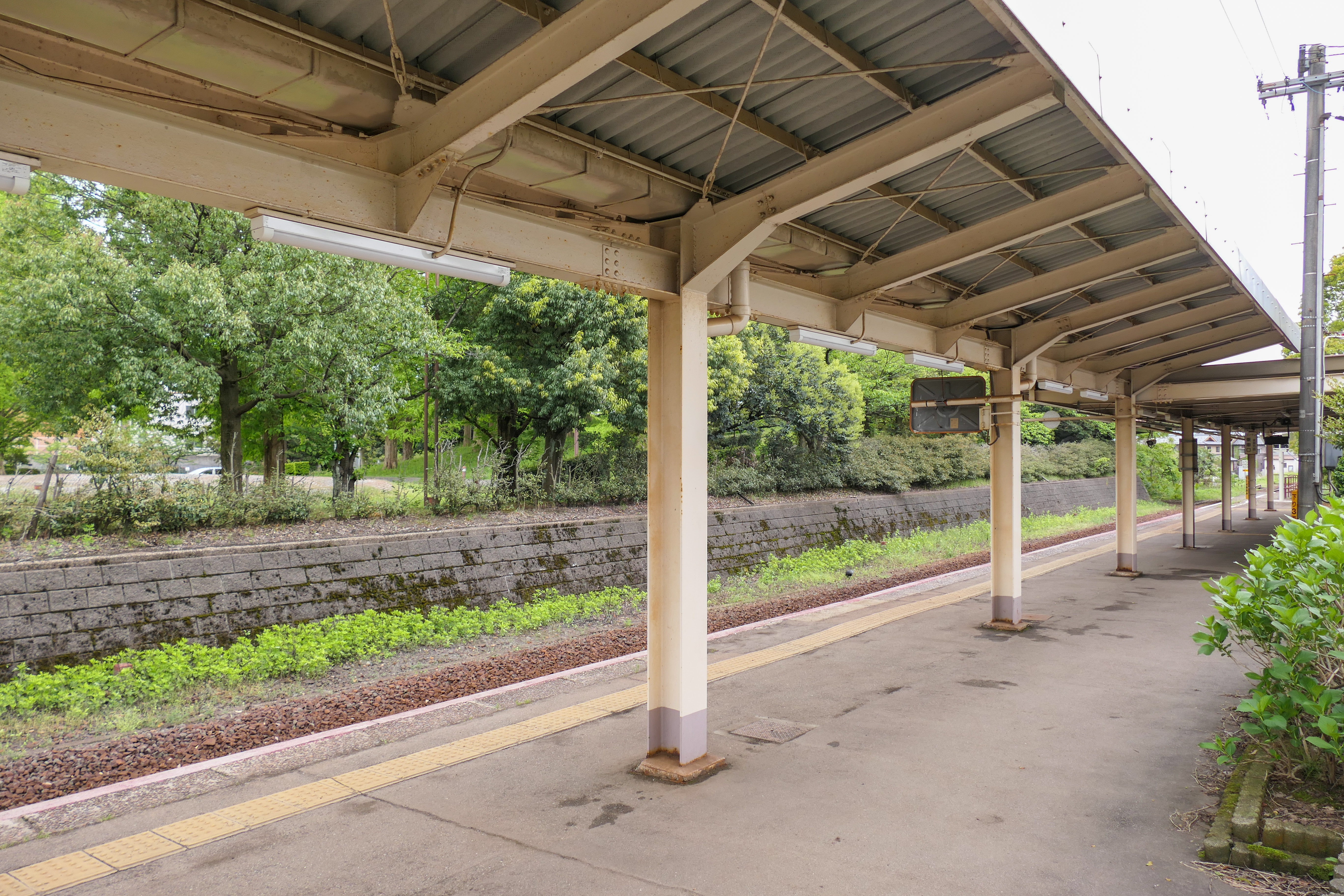
月台（2022年5月）

## 車站結構

### 站房
本站設有木建單層站房1座，由開業至今一直使用中，2001年JR西日本因應訊號自動化而撤走本站職員，並將車票事務委託由高岡市政府牽頭所成立的「JR越中中川站利用促進協議會」辦理。正門設於站房右側，進站後為設有座位的候車室，左側為售票窗口、簡易式自動售票機、原站務室（現時除售票窗口部份外，其餘部份均用作儲物室）及開放式閘口，簡易式自動售票機只於無人時段時才會開放使用。另外，自2001年起，車站外牆由富山縣立高岡工藝高等學校設計系的學生負責設計及塗漆。現時的設計乃沿用於2009年8月5日時的圖案設計，描述四季景色的轉變，壁畫並會定期進行翻新，最近一次翻新為2019年5月。

### 月台
現時為側式月台1座，過往曾設2座側式月台的列車可交換車站，雖然相關的路軌和月台已經拆去，但仍遺留路基及軌道的痕跡。有效長度為6輛，但兩端約1輛車廂長度的月台已被欄封，不能使用。列車進站時，往高岡方向為右側上落；往冰見方向為左側上落。
| 路線    | 方向 | 目的地   | 備註 |
| ------- | ---- | -------- | ---- |
| ■冰見線 | 上行 | 高岡方向 |      |
| ■冰見線 | 下行 | 冰見方向 |      |

## 歷史
- 1916年4月1日：中越鐵道高岡站～能町站之間開設「中川簡易停車站」[6]，只辦客運事宜[7]。
- 1917年4月1日：「中川簡易停車站」改稱為「中川停車站」[7]。
- 1920年9月1日：中越鐵道國有化，改為鐵道省管理，高岡～伏木站一段路線改為國鐵「中越線」，同時站名再改稱為「越中中川站」[8]。
- 1929年12月23日：修訂營業範圍，定義為客運、手提貨物及小型貨物處理及提取車站，但不安排派送服務[9]。
- 1940年8月1日：修訂營業範圍，增加雜誌提取貨服務[7]。
- 1942年：

- 4月1日：修訂營業範圍，再次定義為客運、手提貨物及小型貨物處理及提取車站。
- 8月1日：高岡～伏木站一段路線由「中越線」改歸「冰見線」內。

- 1974年10月1日：修訂營業範圍，定義為客運及手提貨物提取車站[13]
- 1984年2月1日：修訂營業範圍，取消手提貨物提取服務[14]
- 1987年4月1日：日本國鐵分割民營化，車站的營運由JR西日本繼承。
- 2001年：

- 7月1日：業務委託化。
- 7月25日：富山縣立高岡工藝高等學校設計系的學生承包車站外牆美化工程事宜。

## 利用人數
| 推算乘車人員 | 推算乘車人員 | 推算乘車人員 |
| 年度         | 1日平均人數  |              |
| ------------ | ------------ | ------------ |
| 1995年       | 1,783        |              |
| 1996年       | 1,675        |              |
| 1997年       | 1,549        |              |
| 1998年       | 1,489        |              |
| 1999年       | 1,417        |              |
| 2000年       | 1,406        |              |
| 2001年       | 1,293        |              |
| 2002年       | 1,297        |              |
| 2003年       | 1,293        |              |
| 2004年       | 1,246        |              |
| 2005年       | 1,210        |              |
| 2006年       | 1,177        |              |
| 2007年       | 1,132        |              |
| 2008年       | 1,185        |              |
| 2009年       | 1,159        |              |
| 2010年       | 1,253        |              |
| 2011年       | 1,260        |              |
| 2012年       | 1,289        |              |
| 2013年       | 1,302        |              |
| 2014年       | 1,155        |              |
| 2015年       | 1,234        |              |
| 2016年       | 1,272        |              |
| 2017年       | 1,263        |              |
| 2018年       | 1,296        |              |

## 相鄰車站
西日本旅客鐵道
■冰見線
■觀光列車「瑰麗山海號」
通過
■普通
高岡 － 越中中川 － 能町

## 外部連結
- JR西日本越中中川站公式網頁。 （页面存档备份，存于）（日語）